# Fratelli tutti
Fratelli tutti è la terza enciclica di papa Francesco scritta nel suo ottavo anno di pontificato. Annunciata dalla Sala stampa vaticana il 5 settembre 2020, è stata firmata dal Papa il 3 ottobre 2020, in occasione della visita al santuario di Assisi, ed è stata resa pubblica il 4 ottobre, giorno in cui la Chiesa cattolica ricorda san Francesco d'Assisi. Il nucleo tematico è rappresentato dalla fraternità e dall'amicizia sociale, a partire da riflessioni circa la pandemia di COVID-19. Uno dei testi che ne costituiscono la base è il Documento sulla fratellanza umana per la pace mondiale e la convivenza comune, che venne sottoscritto insieme col grande Imam Ahmad Al-Tayyeb, ad Abu Dhabi, il 4 febbraio 2019. I principi di compassione e solidarietà umana racchiusi in questo testo sono gli stessi che in seguito hanno ispirato la risoluzione che ha istituito il 4 febbraio come Giornata Internazionale della Fratellanza Umana, come ha affermato in diverse occasioni il Segretario Generale delle Nazioni Unite, António Guterres. Nell'incontro interreligioso che vi si svolse papa Francesco tenne il suo discorso in lingua italiana, come di consueto, e anche l'omelia pronunciata nella messa dell'indomani venne pronunciata in italiano.
Il titolo, Fratelli tutti, riprende un'espressione di Francesco d'Assisi, ed è in italiano anche nelle versioni in altre lingue.

## Contenuto
L'enciclica è suddivisa in otto capitoli e 287 punti e il documento si conclude con due preghiere: una intitolata "Cristiana ecumenica" e l'altra verso "il Creatore" con l'obiettivo di infondere "uno spirito di fraternità".
Questi i capitoli:
- Capitolo I - Le ombre di un mondo chiuso
- Capitolo II - Un estraneo sulla strada
- Capitolo III - Pensare e generare un mondo aperto
- Capitolo IV - Un cuore aperto al mondo intero
- Capitolo V - La migliore politica
- Capitolo VI - Dialogo e amicizia sociale
- Capitolo VII - Percorsi di un nuovo incontro
- Capitolo VIII - Le religioni al servizio della fraternità nel mondo

## Ricezione

### Approvazioni
Il giorno dopo la promulgazione del documento la Gran Loggia di Spagna sottolineò che il Papa aveva abbracciato la Fraternità universale, valore fondante della Massoneria moderna. Anche il Grande Oriente d'Italia ha ricordato Bergoglio per questa enciclica. Il cardinale Gerhard Ludwig Müller sottolineò che il concetto di fratellanza di Francesco è diverso da quello della Massoneria in quanto enfatizza la trascendenza di Dio Padre Creatore e il ruolo di Maria nella Chiesa, come madre di tutte le persone.

### Disapprovazioni
Una critica è stata mossa dal Catholic Women's Council (CWC); questo soggetto, infatti, rivendica i diritti e la dignità della donna nell'attuale struttura della Chiesa cattolica. Critica mossa a nome di un crescente numero di cattoliche per la preoccupazione della scelta del titolo dell'enciclica.
In particolare esse criticano che «il sostantivo maschile allontanerà molte, in un momento in cui le donne in molte lingue e culture diverse soffrono a sentirsi dire che il maschile è inteso in senso generico». Ciò poiché nelle eventuali traduzioni dell'enciclica, nelle varie lingue, non si riesce a rendere il concetto secondo il quale "fratelli" sottende tutto il genere umano.
In un discorso alla Catholic Identity Conference del 24 ottobre 2020 l'arcivescovo Carlo Maria Viganò ha definito l'enciclica papale Fratelli tutti un "Manifesto massonico" e ha citato come prova l'accoglienza e l'apprezzamento che le sono stati fatti dalla Gran Loggia di Spagna e dal Grande Oriente d'Italia.